# Diogmites esuriens
Diogmites esuriens är en tvåvingeart som beskrevs av Stanley Willard Bromley 1936. Diogmites esuriens ingår i släktet Diogmites och familjen rovflugor. Inga underarter finns listade i Catalogue of Life.